# Peter Van Houdt
Peter Van Houdt (* 4. November 1976 in Hasselt) ist ein ehemaliger belgischer Fußballspieler und jetziger -trainer.

## Karriere

### Vereinsfußball
Van Houdt begann in seiner Heimatstadt Hasselt mit dem Fußball spielen und stieg schließlich beim nahegelegenen VV St. Truiden in den Profibereich auf. Dort erreichte zweimal einen mittleren Tabellenplatz und in seiner letzten Saison das Pokalhalbfinale gegen den FC Brügge. In Hin- und Rückspiel verlor St. Truiden jeweils 1:3, wobei Van Houdt im Hinspiel Torschütze seiner Mannschaft war. Nach zwei Jahren ging er schließlich in die Niederlande und schloss sich dort Roda Kerkrade an. Mit den Niederländer landete er zwar meist im Tabellenmittelfeld, konnte aber zweimal den KNVB-Pokal (1997, 2000) gewinnen und nahm zweimal am Europapokal teil. Im Jahre 2000 wechselte er dann von Kerkrade zu Borussia Mönchengladbach in die 2. Fußball-Bundesliga. Von dort gelang direkt in Van Houdts erster Saison der Aufstieg in die Fußball-Bundesliga und dabei war er hinter dem Niederländer Arie van Lent zweitbester Torschütze der Borussia. Im deutschen Fußball-Oberhaus wurde er mit Gladbach zunächst zwölfter und schoss dabei sechs Tore. Als er in den nächsten beiden Spielzeiten zusehends seinen Stammplatz neben van Lent verlor und sogar bei den Amateuren mitspielen musste, ging er Anfang 2004 zum MSV Duisburg. In Duisburg wurde er zunächst siebter und schaffte in der folgenden Spielzeit den Aufstieg in die Bundesliga. Nachdem die Meidericher als Tabellenletzter den Gang in die 2. Bundesliga antreten mussten, verließ Van Houdt den Verein und kehrte zum belgischen VV St. Truiden zurück. Nach seiner Rückkehr wurde er mit zehn Toren prompt bester Torschütze des Vereins und entging als fünfzehnter nur knapp dem Abstieg. Dieser konnte in der darauf kommenden Spielzeit nicht verhindert werden und so verbrachte er seine letzte Profisaison in der zweiten Liga. Von 2009 bis 2011 war er im belgischen Amateurfußball Spieler und von 2011 bis 2014 Spielertrainer. Seit 2014 ist er nur noch als Amateurtrainer aktiv.

### Fußballnationalmannschaft
Van Houdt nahm 1993 an der U-16-Europameisterschaft in der Türkei teil und schied dort im Viertelfinale gegen den späteren Titelträger Polen aus. In der Folge lief er für weitere U-Nationalmannschaften auf, nahm mit diesen aber an keinem Turnier teil. Sein Debüt in der A-Nationalmannschaft gab er am 27. März 1999 in einem Freundschaftsspiel gegen Bulgarien, wo er neun Minuten zum Einsatz kam. Danach kam er zu einem weiteren Kurzeinsatz und pausierte dann bis 2001, wo er im WM-Play-off gegen Tschechien erneut eingewechselt wurde. Dort konnte sich Belgien zwar durchsetzten, aber dennoch nahm Van Houdt nicht an der WM 2002 teil. Erst kurz nach der WM kam er unter dem neuen Nationaltrainer Aimé Anthuenis wieder zu insgesamt drei Einsätzen und lief danach nie wieder für die Nationalmannschaft auf.

## Titel und Erfolge
- Niederländischer Pokalsieger (2): 1997, 2000
- Aufstieg in die Fußball-Bundesliga (2): 2001, 2005